# نهر نيوسيس
نهر نيوسيس هو نهر في ولاية تكساس الأمريكية يبلغ طوله نحو 315 ميل (507 كـم). يستنزف منطقة في وسط وجنوب تكساس باتجاه الجنوب الشرقي في خليج المكسيك. إنه النهر الرئيسي في أقصى الجنوب في ولاية تكساس شمال شرق نهر ريو غراندي. Nueces هي الإسبانية للمكسرات. أطلق المستوطنون الأوائل على النهر اسم العديد من أشجار البقان على طول ضفافه.